# 弗雷斯诺约塞米蒂国际机场
弗雷斯诺约塞米蒂国际机场 （英語：Fresno Yosemite International Airport），是一座位于美国加利福尼亚州弗雷斯诺县弗雷斯诺市东部的军民两用公共机场。是圣华金谷地区和约塞米蒂、美洲杉、国王峡谷这三座国家公园的主要商业机场。尽管名称如此，但机场距离位于41号加州州道尽头的约塞米蒂国家公园至少60英里（97）远，但它仍是距离约塞米蒂公园最近的有商业航班的机场。机场的定期商业航班前往美国与墨西哥境内的多个航空枢纽。弗雷斯诺市拥有并运营此机场，其占地2,150英畝（870公頃；8.7平方），有两条跑道和一个直升机停机坪。机场启用于1942年6月，命名为哈默起降场，是一座军用机场。机场的代码“FAT”是“弗雷斯诺航空站”（英語：Fresno Air Terminal）的意思。
因为弗雷斯诺机场在加利福尼亚州处于中央位置，它是多个军事、执法、消防与医疗空中单位的基地。机场东南角的弗雷斯诺空军国民警卫队基地是加利福尼亚空军国民警卫队的第144战斗机联队之驻地。机场东侧的弗雷斯诺空中消防基地为空中消防飞机提供服务。
弗雷斯诺机场是美国最大的支线航空公司，天西航空的大型运营基地。

## 历史
弗雷斯诺约塞米蒂国际机场最初于1942年6月以军事机场启用，日本攻击珍珠港并迫使美国参与第二次世界大战后六个月。新机场被命名为哈默起降场，被美国陆军航空军用作美国第四航空队的新飞行员训练设施。其拥有一条西北/东南方向的长7,200英尺（2,200）的跑道（现今的跑道11L/29R）。1944年1月，第481夜间战斗机作战训练大队转移至哈默飞行场使用P-61戰鬥機进行夜间战斗机训练，随后在1944年5月被第319连队取代。1944年开始第319连队也对P-59戰鬥機进行训练。
在当时，民用和商业航空运营于1929年11月开放的弗雷斯诺钱德勒行政机场。钱德勒机场坐落于弗雷斯诺市中心西侧1.5英里（2.4）的一处小地皮，其开放后不到十年就确认了其短小的跑道将无法适应未来的更大型的飞机。第二次世界大战后，哈默飞行场被陆军航空军弃用，弗雷斯诺市政府看到了利用此机场来建造一座比钱德勒机场大得多的商用机场的机会。1946年，战争资产管理局将此处地产重新分配给城市，其立刻开始在机场的东北侧建立旅客航站楼。1948年，新更名的弗雷斯诺航空站（英語：Fresno Air Terminal，FAT）开放使用。環球航空和聯合航空随即将其飞往旧金山/奥克兰和洛杉矶的航班自钱德勒机场转移至新开放的机场。钱德勒机场被城市保留作为疏缓机场并继续运营。
1951年，用于运营B-36轰炸机的战略空军司令部设施原定建设于“哈默空军基地”，但弗雷斯诺市政府的拒绝使他们转移至特拉维斯空军基地。对弗雷斯诺机场的设施升级原本预计花费22,303,000美元。20世纪50年代，加利福尼亚空军国民警卫队转移至此机场并在机场东南角建立了弗雷斯诺空军国民警卫队基地，在北部边缘建设了军需品储存地堡。第194战斗机中队在1954年末转移至此机场，第144战斗机联队随后于1957年转移至机场。随着警卫队转至此处，一条平行跑道（11R/29L）于1956年建设完成并开放。
1959年，机场南侧开始建设更大的新航站楼。新航站楼的建筑主体被分为行李提領處，中央大堂和售票区。尽管经过翻新，如今的建筑仍具有同样功能。自中央大堂出发，旅客使用一条地下隧道到达露天的远程大厅，并在此登机。机场目前的塔台与航站楼同时开工建设，并在1961年后不久开始运营。
太平洋航空公司自1966年开始使用波音727-100在机场开设定期航班，成为第一家在弗雷斯诺机场使用喷气式飞机开设定期航班的公司。20世纪70年代时，联合航空成为此机场的主导运营者，其每日运营一班DC-8前往丹佛，另有喷气机航班前往旧金山与洛杉矶。休斯西部航空与太平洋西南航空亦有使用喷气机开设定期航班。
1978年，机场航站楼进行了第一次扩建工程，远程大厅同航站楼主体连接，被改建成了封闭式建筑并配有空调。
随着航空公司管制的放松，机场的地位显著降低。1983年，联合航空停止了自弗雷斯诺出发的州内航班，机场仅剩来自较小的运营者的涡轮螺旋桨飞机。達美航空曾在90年代中期使用干线喷气机飞往洛杉矶、盐湖城与雷诺，但到了1999年，弗雷斯诺机场就仅余美國航空的达拉斯/沃思堡航线在使用干线喷气机。
弗雷斯诺曾是至少三家航空公司的总部。20世纪80年代中期，远西航空在此建立，并将此机场用作一个州内航线枢纽，服务伯班克、洛杉矶、莫德斯托、奥克兰、橙县、萨克拉门托和圣何塞。21航空于1994年1月在弗雷斯诺建立，其在1997年1月停止运营前主要经营几条前往西部城市的航线。忠实航空于1997年1月建立于弗雷斯诺，直到其于2000年宣布破产前总部都位于弗雷斯诺市，但随后新任CEO将其总部迁往拉斯维加斯市郊。
1996年，机场的名称由弗雷斯诺航空站改为弗雷斯诺约塞米蒂国际机场。这一举措是为了吸引造访约塞米蒂国家公园的州外和国际旅客使用该机场。虽然其名如此，但近十年内弗雷斯诺都没有任何定期的国际商业航班。同时，机场管理部门向FAA请求更换机场识别代码，因为旧的代码FAT带有负面含义，并且不再和机场名称的首字母重合。FAA拒绝了这一请求，因为其一贯以来的政策是仅在机场地理位置上搬迁时才发放新的代码。（如1995年丹佛机场从斯特普尔顿迁出）。

### 扩建和改造
在世纪之交，城市开始了一系列对航站楼的扩建与改造。第一个也是最显著的计划是扩建远程大厅。由DMJM航空设计的该计划将进一步向东北方向延伸航站楼，并新建一段配备有六座空橋的双层建筑。在这之前，所有乘客都要通过登机梯或坡道登机。于2002年完工的新大厅广受好评并因为钢材和弧形玻璃幕墙的使用被评为弗雷斯诺市十年来的十佳建筑。
2006年初，为国际到达旅客提供的边境检查服务设施建设完成，这一设施为联邦官员提供完成海关工作和检查护照所需的工作空间。这一设施的建成使弗雷斯诺机场有能力接待定期国际商业航班。第一条国际航线始于2006年4月，由墨西哥航空运营，自瓜达拉哈拉经停后飞往墨西哥城。

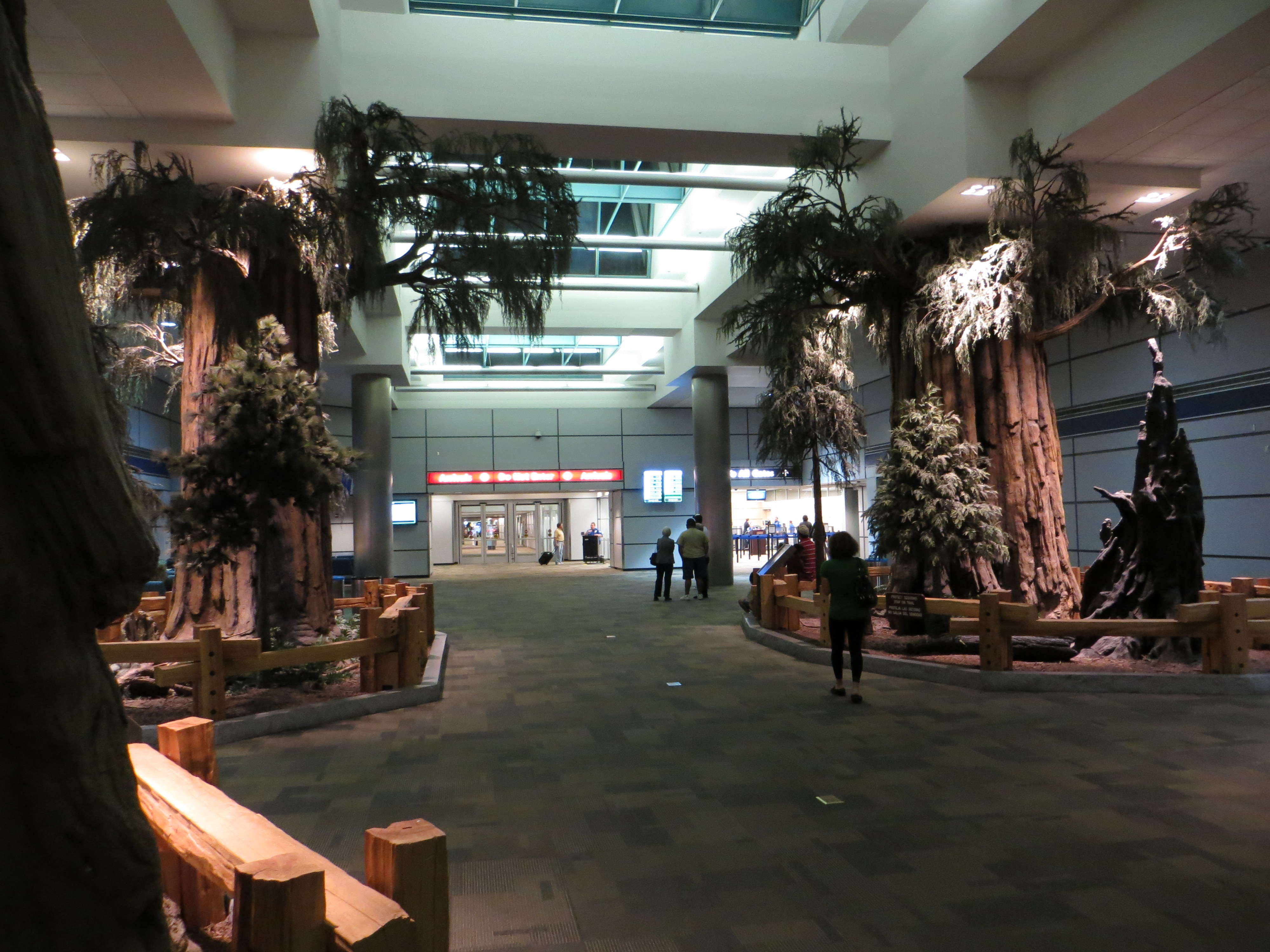
航站楼中巨杉森林的复制品

随着远程大厅的扩建与新国际到达设施的建成，航站楼建筑的较旧部分也迎来了一次重大翻新。这一由CSHQA设计的项目于2006-2010年间历经多个阶段完成。在不影响机场设施运作的前提下，包括行李提领处、安全检查站、中央大堂、售票处和下层大厅在内的几乎所有部分都得到了升级。此项目的核心在于中央大堂中真实尺寸的巨杉森林的复制品，象征着机场作为附近的国家公园的门户的角色。这些巨树看起来就像支撑着航站楼的屋顶，并且被与国家公园中一致的纵切木栅栏与花岗岩路缘围绕。一座综合汽车租赁设施于2009年开放，这项耗资2200万美元的工程使大多数汽车租赁公司的顾客可以在紧邻航站楼的位置租赁或归还汽车。这项工程也包括了在附近一处11英畝（4.5公頃；0.045平方）的土地上建设维护与仓储设施。
弗雷斯诺机场的国际航班服务曾在2010年8月墨西哥航空停止运营时短暂中断。但在不到一年后的2011年4月，墨西哥國際航空和沃拉里斯航空就开通了航班更密集的往返于弗雷斯诺与瓜达拉哈拉之间的航线。
耗资3000万美元的拓宽、加长并加强11R/29L跑道的工程于2012年10月完工。

### 未来的扩建
弗雷斯诺机场现正进行一项耗资1.15亿美元的扩建工程。此计划将建设更多停机位，扩展航站楼设施并新建一座有900个停车位的三层停车楼。此工程于2019年开始规划，并预计于2021年开始施工。这项工程将对航站楼做出数项改动，包括新建两个配备有登机桥的停机位，并新建一座国内国际航班两用的双层大厅做连接；扩建国际到达乘客的检查区；扩建出发航班的行李处理及分拣区域和增加安全检查站的通道数量。机场管理部门预计该工程将耗时约20个月，并能在2022年旅游季前开放。

## 航空公司服务

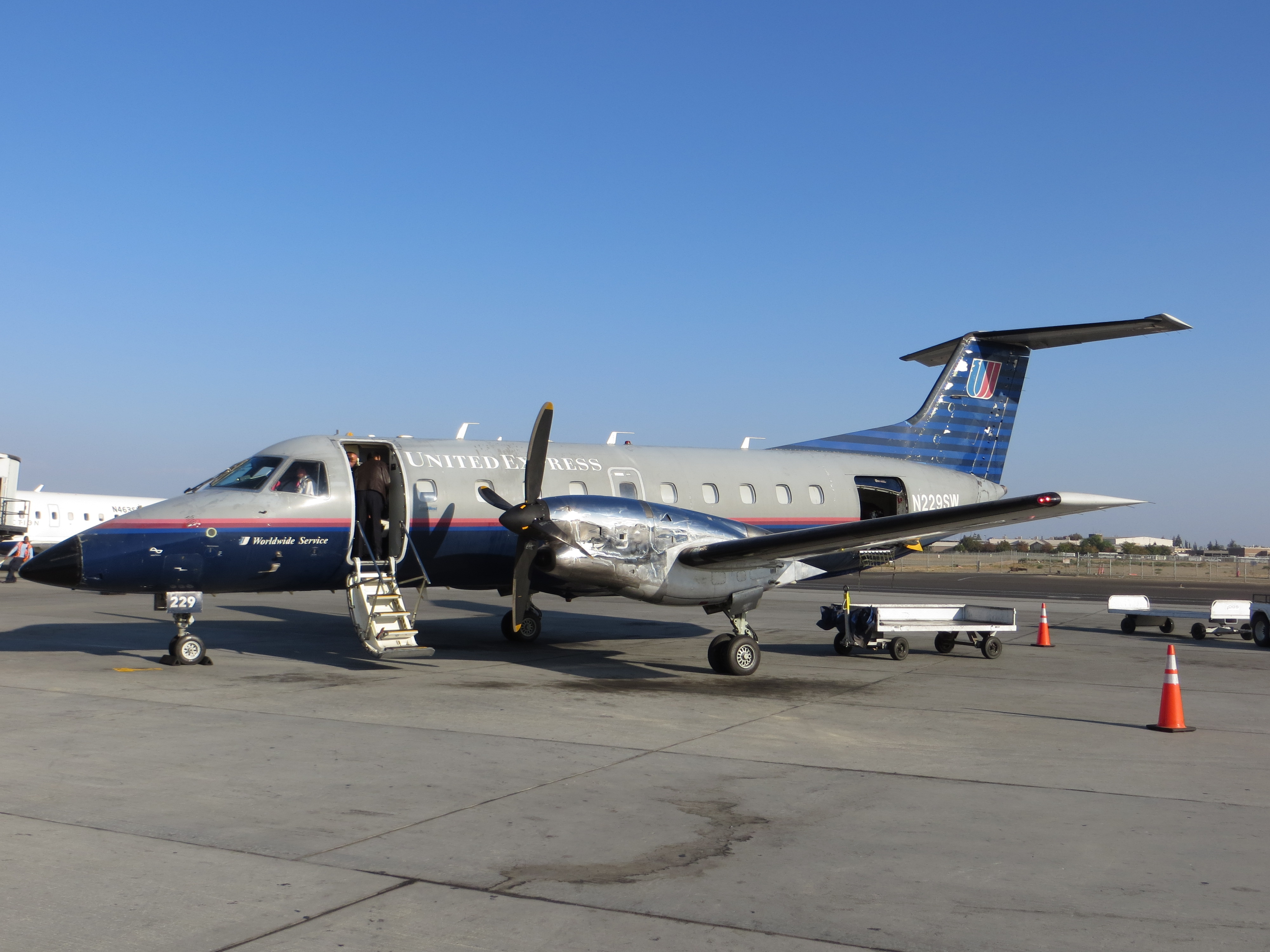
由天西航空运营的联合航空EMB-120飞机停在弗雷斯诺机场。天西航空是弗雷斯诺的重要运营商，在机场设有机组基地与维护设施。

弗雷斯诺的多数定期商业航班由支线航空公司以支线飞机运营，机场同时也是美国最大的支线航空公司，天西航空公司的重要运营基地。机场在最繁忙的一些航线上亦有干线飞机运营。干线航空服务包括忠实航空使用空客A320的拉斯维加斯航线，美国航空使用波音737-800飞往达拉斯/沃思堡，联合航空使用空客A320飞往旧金山、季节性以空客A319飞往丹佛，以及邊疆航空使用空客A321运行的丹佛航线。国际运营商亦使用干线飞机于墨西哥航线上。墨西哥国际航空和沃拉里斯航空分别使用波音737-800和空客A320往返于墨西哥的第二大城市与重要航空枢纽瓜达拉哈拉。此外沃拉里斯航空亦运行莫雷利亚航线，其是墨西哥米却肯州的首府与最大城市。弗雷斯诺机场的直接国际航线始于2006年4月，现在这些国际航线已属机场的最繁忙路线之列。截至2016年，墨西哥国际航空与沃拉里斯航空的国际航班数量占弗雷斯诺机场航班总数的6%，但其旅客运输量占了总旅客量的13%，约为201,000人次。
天西航空随季节不同而承担了弗雷斯诺机场50%至60%的客运量。其根据与干线航空合作商的合约，以这些公司的品牌运营，如美鹰航空、阿拉斯加天西、达美连接航空与联航快运。天西航空在机场东侧拥有一处占地17英畝（6.9公頃；0.069平方），拥有21处停机位的维护与过夜停机设施和一座面积92,000平方英尺（8,500平方）的机库。天西航空亦将弗雷斯诺机场用作飞行员和空乘的机组基地。
在弗雷斯诺机场运营最久的航空公司当属联合航空，其在机场开放当时就开始提供服务。然而在最近二十年间，联合航空并未在弗雷斯诺直接提供服务，其于90年代中期将航线服务移交给以联航快运品牌运营的天西航空。由于往返于弗雷斯诺与旧金山之间的旅客数量增长，联合航空于2017年8月15日重新开始以干线飞机运行于此航线。在此后不到一年的2018年6月7日，联合航空开始使用E-175支线飞机季节性开航不经停飞往其枢纽芝加哥奥黑尔机场的航线。这也是目前弗雷斯诺机场最长的航线。虽然于2018年末，飞往旧金山的干线航班又被完全移交给了天西航空代为运营，但联合航空的这次缺席却比上一次要短得多。因为先前的航线大受欢迎，联合航空宣布其将于2019年3月31日恢复运营芝加哥奥黑尔航线，于春夏两季提供服务，并使用更大的空客A319干线飞机。这条航线的运营时间随后延伸到了秋季，并最终延伸至2019年12月。

## 基础建设

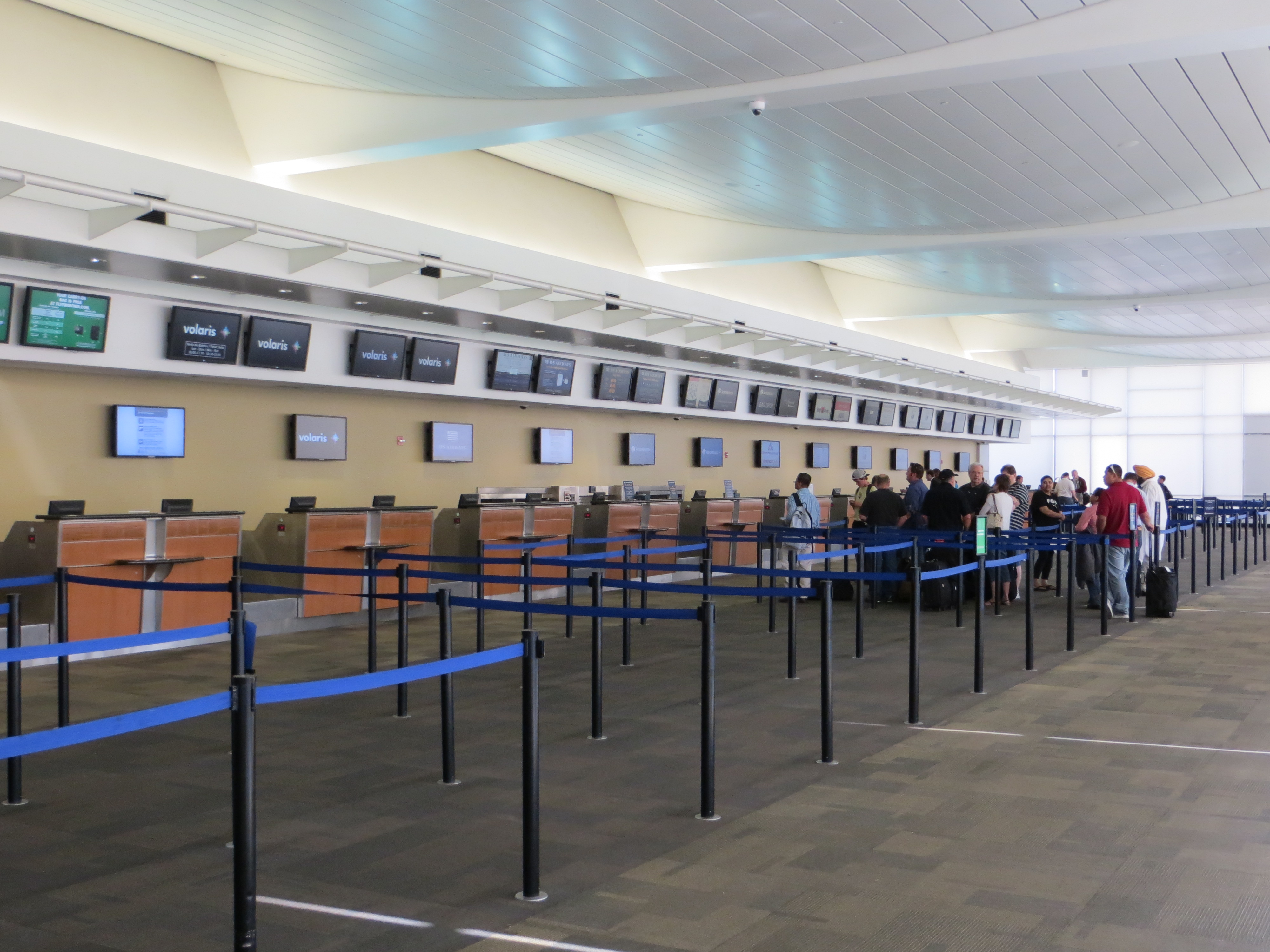
值机柜台

### 机场
弗雷斯诺约塞米蒂国际机场占地面积1,728英畝（699公頃；6.99平方），海拔高度336英尺（102），有两条沥青铺装跑道：11L/29R（主跑道）和11R/29L（次跑道）。11L/29R跑道长9,539英尺（2,907），宽150英尺（46），11R/29L跑道长8,008英尺（2,441），宽150英尺（46）。

### 航空器
截至2017年3月31日止的一年内，机场共起落99,559架次，平均每日273架次。61%为通用航空，18%为定期商业航班，15%为出租飞机，剩余6%为軍事航空。同时有179架航空器以弗雷斯诺机场为基地，56%为单引擎飞机，14%为多引擎飞机，13%为军用飞机，9%为喷气式飞机，剩余7%为直升机。

## 航空公司和目的地

### 客运
达拉斯/沃思堡
西雅图/塔科马
| 航空公司       | 目的地                                     | 参见                 |
| -------------- | ------------------------------------------ | -------------------- |
| 墨西哥國際航空 | 瓜达拉哈拉                                 | [ 37 ]               |
| 阿拉斯加航空   | 波特兰 (俄勒冈州)、圣迭戈、西雅图/塔科马   | [ 38 ]               |
| 忠實航空       | 拉斯维加斯                                 | [ 39 ]               |
| 美國航空       | 达拉斯/沃思堡、洛杉矶、菲尼克斯-天港       | [ 40 ]               |
| 达美航空       | 盐湖城                                     | [ 37 ]               |
| 邊疆航空       | 丹佛                                       | [ 29 ]               |
| 聯合航空       | 丹佛、洛杉矶、旧金山 季节性：芝加哥-奥黑尔 | [ 41 ] [ 42 ]        |
| 沃拉里斯航空   | 瓜达拉哈拉、莱昂/巴希奥、莫雷利亚          | [ 43 ] [ 44 ] [ 30 ] |

### 货运
| 航空公司         | 目的地                         | 参见          |
| ---------------- | ------------------------------ | ------------- |
| 亚美利飞         | 伯班克、圣玛利亚、安大略       | [ 45 ] [ 46 ] |
| 联邦快递航空     | 丹佛、孟菲斯、奥克兰、维塞利亚 | [ 46 ]        |
| 联合包裹服务航空 | 安大略 季节性：路易维尔        | [ 47 ]        |

## 统计数据

### 目的地排名
| 排名 | 城市              | 客运量  | 航空公司           |
| ---- | ----------------- | ------- | ------------------ |
| 1    | 洛杉矶            | 110,000 | 美国航空、联合航空 |
| 2    | 菲尼克斯          | 105,000 | 美国航空           |
| 3    | 达拉斯/沃思堡     | 102,000 | 美国航空           |
| 4    | 旧金山            | 83,000  | 联合航空           |
| 5    | 丹佛              | 71,000  | 边疆航空、联合航空 |
| 6    | 拉斯维加斯        | 61,000  | 忠实航空           |
| 7    | 西雅图/塔科马     | 58,000  | 阿拉斯加航空       |
| 8    | 盐湖城            | 51,000  | 达美航空           |
| 9    | 圣迭戈            | 48,000  | 阿拉斯加航空       |
| 10   | 波特兰 (俄勒冈州) | 24,000  | 阿拉斯加航空       |

### 航空公司市场份额
| 排名 | 航空公司     | 客运量  | 份额   |
| ---- | ------------ | ------- | ------ |
| 1    | 天西航空     | 723,000 | 55.29% |
| 2    | 美國航空     | 210,000 | 16.05% |
| 3    | 梅萨航空     | 143,000 | 10.95% |
| 4    | 忠實航空     | 116,000 | 8.87%  |
| 5    | 指南针航空   | 47,660  | 3.65%  |
| —    | 其他航空公司 | 67,790  | 5.19%  |

### 客运量
| 年份 | 客运量    | 变化    | 弗雷斯诺约塞米蒂国际机场客运总量统计 2002年-2018年 （百万人次） |
| ---- | --------- | ------- | --------------------------------------------------------------- |
| 2002 | 908,314   | -       |                                                                 |
| 2003 | 915,911   | ▲00.7%  |                                                                 |
| 2004 | 1,031,291 | ▲012.6% |                                                                 |
| 2005 | 1,092,130 | ▲05.9%  |                                                                 |
| 2006 | 1,189,967 | ▲08.9%  |                                                                 |
| 2007 | 1,248,255 | ▲04.9%  |                                                                 |
| 2008 | 1,273,813 | ▲02.0%  |                                                                 |
| 2009 | 1,128,695 | ▼011.4% |                                                                 |
| 2010 | 1,146,685 | ▲01.6%  |                                                                 |
| 2011 | 1,159,989 | ▲01.2%  |                                                                 |
| 2012 | 1,240,286 | ▲06.9%  |                                                                 |
| 2013 | 1,328,972 | ▲07.1%  |                                                                 |
| 2014 | 1,390,704 | ▲04.6%  |                                                                 |
| 2015 | 1,392,070 | ▲00.1%  |                                                                 |
| 2016 | 1,540,623 | ▲010.6% |                                                                 |
| 2017 | 1,504,763 | ▼02.3%  |                                                                 |
| 2018 | 1,630,000 | ▲08.3%  |                                                                 |

## 军事和政府运作
弗雷斯诺机场是加利福尼亚空军国民警卫队的第144战斗机联队之驻地。加利福尼亚陆军国民警卫队亦在此设有一个航空分类维修活动站（英語：Aviation Classification Repair Activity Depot，AVCRAD）。这一维修活动站为陆军飞机提供高水平的维护和维修，其管辖范围覆盖了美国西部的15个州。
美国国家森林局和加州消防部共同在此运作一座以灭火飞机扑救森林火灾的空中消防基地。
其他的政府及军事运营者包括加利福尼亚陆军国民警卫队、加利福尼亚州公路巡警、弗雷斯诺县警长办公室与弗雷斯诺警察局。

## 地面交通

### 公路
机场距离180号加州州道约1英里（1.6）远，皮奇大道（英語：Peach Avenue）联通高速公路与机场。180号加州州道联通到弗雷斯诺区域其他所有的高速公路：41号加州州道、99号加州州道和168号加州州道。41号加州州道联通约塞米蒂国家公园，美洲杉国家公园和国王峡谷国家公园可通过180号加州州道到达。

### 停车
弗雷斯诺市政府在机场西侧的一处地块提供付费停车服务。停车场分为设有283个停车位的短期停车区和设有1879个停车位的长期停车区。航站楼前的主车道上设有一处有47个停车位的临时等待区，以供接机者等待到达旅客。

### 公共交通
弗雷斯诺区域特快（FAX）运营两条到达机场的公交线路，均是半小时一班。26号帕姆/巴特勒线在机场与北弗雷斯诺间往返，途径弗雷斯诺市东南部和市中心。39号机场/克林顿线在机场与西弗雷斯诺间往返。
维塞利亚市在机场与维塞利亚公交中心间运营途径维塞利亚机场的V线公交。

### 汽车租赁
机场在航站楼北部拥有一座可停放400辆汽车的综合汽车租赁设施，航站楼内设有9家汽车租赁公司的服务柜台。这项耗资2200万美元，占地11英畝（4.5公頃；0.045平方）的工程在2009年建设完成。

## 事故和意外
- 1994年12月14日，一架执行军事训练任务的私人喷气式飞机于弗雷斯诺机场试图着陆时坠毁在街道上并冲入一座公寓群，导致机上两名飞行员死亡和地面21人受伤。[62]坠毁的里尔35A飞机由两名平民驾驶，属于一家名为凤凰航空集团（英語：Phoenix Air Group）的佐治亚州公司，事发时正根据与美国空军的合同训练空军国民警卫队飞行员。飞机当时正与一架F-16战斗机参与軍事演習，在返回弗雷斯诺机场途中，机组因引擎火警指示而宣布了紧急情况。机组朝向他们要求的跑道飞行但飞机错过了机场。在无线电通话中可以听到机组尝试解决紧急情况并控制飞机，直到飞机以起落架放下的构型在机场西南方向约2英里（3.2）坠毁。其随后冲入了一座公寓群之中的两栋建筑物并发生爆炸。两栋建筑物中的12间公寓被毁或因冲击和爆炸而严重受损。國家運輸安全委員會认定事故的可能原因是对飞机的不当维护与检查，致使安装不当的电气线路导致的火灾损伤了飞机的操纵系统，最终使飞机失去控制。[63]
- 2015年9月13日，一架埃勒奥航空有限公司（英語：Aero Air LLC）的麦道MD-87飞机在弗雷斯诺机场起飞后一台发动机失效。部分发动机零件脱落并击中了一辆汽车。飞机随后安全返回机场。[64]